# Ірена Сендлерова

Іре́на Станисла́ва Сендлеро́ва (пол. Irena Sendlerowa), також Сендлер (пол. Irena Stanisława Sendler), до шлюбу Кшижановська (пол. Krzyżanowska (15 лютого 1910, Варшава — 12 травня 2008, Варшава) — польська соціальна працівниця, медсестра, громадська діячка, бійчиня опору у Другій світовій війні. Праведниця народів світу. Під час Голокосту врятувала понад 2500 єврейських дітей.
«Кожна дитина, що врятувалася за моєї участі  — то виправдання мого буття на Землі, а не право на славу» (Лист до Польського Сейму )

## Життєпис
У грудні 1942 була обрана керівницею дитячого відділу щойно створеної Ради Допомоги Євреям («Жеґоти»). Як працівниця Варшавської громадської служби вона мала перепустку до гетто, де начебто піклувалася санітарно-гігієнічним станом. Німецька адміністрація була занепокоєна, що хвороба може швидко розповсюдитися за межі гетто. У гетто Ірена Сендлер носила Зірку Давида на знак солідарності із євреями та щоб не вирізнятися серед геттівської громади. Маючи вільний в'їзд до гетто, вона із своїми колегами вивозила єврейських дітей, у тому числі немовлят, переважно сиріт.

Дані про дітей Сендлер нотувала і зберігала у склянці, яку закопувала на дворі. Після закінчення війни їй вдалося ідентифікувати багатьох дітей, але у більшості з них батьків було страчено.
Всього Ірена Сендлерова врятувала приблизно 2500 дітей, у тому числі близько 800 — із Варшавського гетто. Врятованих дітей вона розміщувала по сиротинцях, у польських сім'ях і в католицьких черниць.
За свою діяльність Ірена Сендлерова була заарештована у 1943 році Гестапо і засуджена до страти. На щастя «Жеґоті» вдалося її врятувати, давши хабаря німецьким конвоїрам. Впродовж усієї війни Ірена Сендлерова продовжувала працювати у підпіллі та рятувати єврейських дітей.
Після війни зазнала також переслідувань з боку Міністерства громадської безпеки Польщі через те, що співпрацювала із Польським урядом у вигнанні.
Одна із дітей, врятованих Іреною Сандлер, Ельжбета Фіцовська, у майбутньому одружилася з польським поетом Єжи Фіцовським.

## Ірена Сендлерова у творах мистецтва
В квітні 2009 року на американські телеекрани вийшла телевізійна стрічка «Хоробре серце Ірени Сендлер (англ.)», знятий восени 2008 року в Латвії. Роль Ірени Сендлер виконала голлівудська акторка Анна Паквін.